# Krzysztof Czubaszek
Krzysztof Czubaszek (ur. 5 stycznia 1974 w Łukowie) – doktor nauk humanistycznych, historyk, filolog, menedżer kultury, specjalista ds. komunikacji społecznej i mediów, wykładowca, autor publikacji prasowych i książek, samorządowiec.

## Życiorys
Ukończył polonistykę (Uniwersytet Warszawski, 1998), podyplomowe studia komunikacji społecznej i mediów (Instytut Badań Literackich Polskiej Akademii Nauk, 2003), podyplomowe studia menedżerskie dla twórców, artystów i animatorów kultury (Wydział Zarządzania UW, 2011) oraz podyplomowe studia Executive Master of Business Administration (Społeczna Akademia Nauk w Łodzi, 2023). W 2006 r. obronił pracę doktorską z zakresu historii na Wydziale Nauk Humanistycznych Katolickiego Uniwersytetu Lubelskiego. 
Po studiach pracował jako dziennikarz w „Życiu Warszawy”, a później współpracował z innymi czasopismami. W 2017 r. założył miesięcznik „Życie Śródmieścia” i w latach 2019–2024 był jego redaktorem naczelnym.
Będąc od 2000 r. związany z warszawskim samorządem, przeszedł kolejne szczeble kariery urzędniczej, specjalizując się w kulturze i promocji. W latach 2012–2015 był zastępcą burmistrza Dzielnicy Śródmieście m.st. Warszawy, zaś w latach 2017–2019 jej burmistrzem. 
W maju 2021 r. został dyrektorem Ursynowskiego Centrum Kultury „Alternatywy“. Stworzył Festiwal Nowe Oświecenie i od pierwszej edycji w 2022 r. jest jego dyrektorem programowym.
Jest badaczem historii społeczności żydowskiej w Łukowie. Zainicjował wiele upamiętnień żydowskiej przeszłości tego miasta. W 2020 r. został członkiem „Poland Forum” w Finkler Institute of Holocaust Research na izraelskim Uniwersytecie Bar-Ilana, zaś w 2023 r. członkiem Sieci Forum Dialogu, skupiającej osoby zajmujące się budowaniem dobrych relacji polsko-żydowskich, dbaniem o dziedzictwo żydowskie w naszym kraju, edukacją o historii i kulturze żydowskiej oraz walką z antysemityzmem.
Zajmuje się popularyzacją życia i twórczości Juliusza Verne’a. Jest założycielem i prezesem Polskiego Towarzystwa Juliusza Verne’a oraz członkiem międzynarodowych stowarzyszeń: Société Jules Verne (Paryż) oraz Centre International Jules Verne (Amiens).
Od 2022 r. jest członkiem Rady Biznesu Społecznej Akademii Nauk w Łodzi, Filii w Warszawie.
Opublikował powieść Patron (2008) oraz prace historyczne, m.in. Żydzi Łukowa i okolic (2008), Przemiany społeczno-religijne na terenie parafii Ulan od XV do początku XX wieku (2010), Twarze. Fotografie Żydów łukowskich / Faces. The Jews of Łuków in Photographs (2017), Skrzyszew. Monografia (2017), Stanisław Żemis – świadek zagłady Żydów w Łukowie / Stanisław Żemis – Witness of the Holocaust in Łuków (2019), Josef Bürger. Kat łukowskich Żydów (The Tormentor of the Jews in Łuków) (2024).
Odznaczony został złotą odznaką honorową Towarzystwa Przyjaciół Warszawy za pracę społeczną i zasługi dla Warszawy, medalem jubileuszowym TPW za szczególny wkład w rozwój tej organizacji oraz za prowadzenie różnorodnych działań na rzecz budowania majestatu Stolicy Rzeczypospolitej Polskiej, odznaką honorową Prezydenta Warszawy Stefana Starzyńskiego za działalność społeczną dla Warszawy, złotą odznaką honorową Polskiego Związku Emerytów, Rencistów i Inwalidów za wybitne zasługi dla tego środowiska, odznaką „Za Zasługi dla Światowego Związku Żołnierzy Armii Krajowej” oraz odznaką honorową Pamięci Krystyny Krahelskiej – Pamięci Powstania Warszawskiego 1944 za ocalanie od zapomnienia bohaterstwa żołnierzy i ludności cywilnej w Powstaniu Warszawskim. Otrzymał też nominację „Tygodnika Siedleckiego” do nagrody „Złote Skrzydła – Człowiek Roku 2017” oraz przyznawaną przez burmistrza miasta Łuków statuetkę Łukowskiego Złotego Niedźwiedzia za wieloletnią pracę na rzecz przywracania pamięci o łukowskiej społeczności żydowskiej.
Wchodząc w latach 2020-2023 na najwyższe szczyty 28 polskich pasm górskich, dołączył do grona zdobywców Korony Gór Polski. W 2024 r. odbył samotną trzytygodniową podróż dookoła świata i wszedł na najwyższy szczyt Australii, Górę Kościuszki, dotarł za koło podbiegunowe i pod krater Etny oraz przeszedł w jeden dzień całą Orlą Perć w Tatrach.